# The Goonies II
The Goonies II (グーニーズ2 フラッテリー最後の挑戦 Gūnīzu Tsū: Furatterī Saigo no Chōsen?, The Goonies II: The Fratellis' Last Stand) es un videojuego de aventuras desarrollado y publicado por Konami para Nintendo Entertainment System. Fue lanzado el 18 de marzo de 1987 en Japón, noviembre en América del Norte y el 19 de diciembre de 1988 en Europa. Es una secuela de un videojuego anterior de Goonies lanzado en Family Computer en Japón, que solo estaba disponible en Norteamérica en las unidades arcade Vs. System.

## Jugabilidad
The Goonies II se considera un ejemplo temprano de un juego de metroidvania, con un diseño de nivel abierto similar a Metroid y Castlevania II. El juego presenta dos modos de juego: plataforma y primera persona. La mayor parte del juego se juega como el primero, ya que el jugador trabaja en un mapa no lineal. El jugador mueve a Mikey a nuevas áreas del mapa por escaleras o puertas que pueden actuar como zonas warp. En el juego se encuentran varios tipos diferentes de zonas, cada una con enemigos, gráficos y música distintos. La familia Fratelli (Jake, Francis, Cousin Pipsqueak y Ma Fratelli) aparecerá con frecuencia para perseguir a Mikey; con la excepción de Pipsqueak, que desaparece cuando lo golpean, pueden quedar aturdidos brevemente con ataques, pero no pueden ser derrotados.
Cuando el jugador sale de la pantalla de la plataforma entrando por una puerta, el juego cambia a un modo en primera persona. Usando un menú de comando similar a Shadowgate (lanzado unos meses después de The Goonies II), el jugador explora el área navegando a través de las habitaciones, buscando elementos ocultos e interactuando con personajes no jugables. Los elementos que encuentra el jugador pueden ser útiles en las pantallas de la plataforma (como armas o transceptores) o dentro de las propias habitaciones (como la vela, la llave y la escalera). El jugador encontrará a los seis Goonies y eventualmente a Annie en celdas en este modo. Cada Goonie rescatado aumenta la salud de Mikey, y los seis deben ser rescatados antes de que Annie pueda ser liberada.
Hay una serie de armas que el jugador puede usar, y el jugador puede equipar tanto un arma principal como una secundaria. Mikey puede usar tres armas principales: el yo-yo, un arma de corto alcance con poder limitado; la honda, un arma a distancia basada en municiones; y el boomerang, un arma a distancia más lenta con uso ilimitado. La bomba y el cóctel molotov son las dos armas secundarias que el jugador puede usar, y el jugador puede aumentar la capacidad de carga de Mikey encontrando cajas adicionales de ellas. Estas son armas explosivas que tienen un radio de explosión pequeño y pueden dañar a Mikey si está dentro del alcance; la bomba también puede revelar puertas ocultas. También hay dos zapatos que aumentan el rendimiento en el juego; los zapatos de resorte aumentan la capacidad de salto de Mikey y son necesarios para llegar a ciertas áreas del mapa, y los hiperzapatos aumentan la velocidad de Mikey y hacen que algunas áreas sean más accesibles. El jugador debe encontrar y usar un traje de buceo para llegar a las áreas submarinas del escondite; este elemento limita a Mikey a usar un arpón y bombas como armas.
Varios elementos que se encuentran en todo el laberinto le permiten a Mikey llegar a diferentes áreas del mapa, como una escalera, un traje de buceo e incluso anteojos que pueden revelar puertas ocultas.
Lo que el jugador tiene que hacer para obtener ciertos elementos vitales a veces es oscuro. Por ejemplo, la vela (elemento necesario para terminar el juego) se obtiene cuando Mikey golpea a una anciana en concreto cinco veces seguidas sin motivo aparente.
Un elemento llamado dispositivo de localización mágica puede llevar a Mikey a un Goonie oculto, representado por un punto azul en el mapa. Aunque Mikey puede encontrar y localizar hasta seis dispositivos de localización mágica, cuando se rescata un Goonie, todos los dispositivos de localización mágica recogidos desaparecerán, pero se pueden recuperar si quedan Goonies.
Mikey pierde una vida cada vez que su medidor de salud se agota por completo o se cae por el borde inferior de la pantalla. Cuando se pierden todas las vidas, el juego termina y el jugador recibe una contraseña que se puede usar para reanudar el juego en un momento posterior, conservando todos los elementos y el progreso hasta ese punto.

## Recepción
El juego recibió críticas generalmente positivas tras su lanzamiento. Famitsu calificó el juego con 26 de 40. Computer and Video Games calificó el juego con un 81% en 1989.
Está catalogado como 16 en la lista de Gamasutra de 20 juegos de mundo abierto. Allí, se describe como considerablemente menos difícil que su predecesor The Goonies, aunque todavía "básicamente requiere una guía de estrategia para terminar". La progresión del juego se basa parcialmente en pistas implícitas, como la ausencia estratégica de cosas, lo que hace que un jugador piense que el descubrimiento ocasional es "la cosa más asombrosa del mundo".